# سياسة قرغيزستان
النظام السياسي في قيرغيزستان والمعروفة رسمياً باسم جمهورية قيرغيزستان هو جمهورية ديمقراطية تمثيلية برلمانية، حيث الرئيس هو رأس الدولة ورئيس وزراء قيرغيزستان هو رئيس الحكومة. تمارس السلطة التنفيذية من قبل الحكومة. وتناط السلطة التشريعية بكل من الحكومة والبرلمان. وتم إقرار الدستور الحالي لقيرغيزستان في استفتاء يوم 27 يونيو عام 2010، أعطى الدستور الجديد صلاحيات واسعة للبرلمان مقابل تقليص صلاحيات الرئيس الدستورية التي قد كانت قوية. وبقي الدستور مشابهاً في نواح كثيرة إلى سابقه.

## وصلات خارجية
- حكومة جمهورية قيرغيزستان (بالقرغيزية)
- Erik Herron's Guide to Politics in East Central Europe and Eurasia
- Kyrgyz Report offers ongoing analysis, including an analysis of the clusters of political forces in the country and the roots of the country’s political problems